# Connection Broker
Der Connection Broker spielt neben der eigentlichen Virtualisierungs-Infrastruktur für die Bereitstellung virtueller Desktops (VDI) als zusätzliche vermittelnde Komponente eine wichtige Rolle. Er koordiniert die Verteilung der Remote-Zugriffe der Anwender auf die richtigen virtuellen Maschinen (VMs) und löst bei Bedarf die Bereitstellung und den Start neuer VMs sowie das Abschalten nicht benutzter VMs aus.
Werden mehrere Server für eine solche VDI Plattform zu einer Farm zusammengeschlossen, kann der Connection Broker auch eine Lastverteilung anhand der verfügbaren Ressourcen vornehmen.
So übernehmen etwa VMwares Virtual Desktop Manager (VDM), Systancia AppliDis Fusion, Citrix' XEN Desktop oder Quests vWorkspace diese Funktion als zentraler Zugangspunkt und bieten je nach Produkt neben Load Balancing und Provisioning zusätzliche Funktionen wie sicheren Zugriff über SSL, erweiterte Funktionalitäten des eingesetzten Übertragungsprotokolls oder die Einbindung von nicht virtuellen Umgebungen.

## Anbieter von Lösungen
- Quest Software
- VMware
- Citrix
- Parallels
- Systancia[1]